# Индијске религије
| Религија | Популација    |
| -------- | ------------- |
| Хиндуси  | 1.250.000.000 |
| Будисти  | 520.000.000   |
| Сики     | 30.000.000    |
| Џаини    | 6.000.000     |
| Остали   | 4.000.000     |
| Укупно   | 1.810.000.000 |

Индијске религије, познате и као Дармичке религије, религије су које поријеклом воде са Индијског потконтинента. Те религије, које обухватају будизам, хиндуизам, џаинизам и сикизам, такође су класификоване као источњачке религије. Иако су индијске религије повезане кроз историју Индије, оне чине широку лепезу религијских заједница и нису ограничене на Индијски потконтинент.
Докази који потврђују преисторијску религију на Индијском потконтиненту потичу из раштрканих мезолитских камених слика. Становници Харапе из цивилизације долине Инда, која је постојала од 3300. до 1300. п. н. е. (зрели период 2600—1900. п. н. е.), имао је рану урбанизовану културу која је претходила ведској религији.
Документована историја индијских религија почиње ведском религијом, ведским обичајима раних индоаријских народа, које су сакупљене и касније уобличене у Веде, као и дравидске Агаме. Период састављања, уобличавања и тумачења ових текстова познат је као ведски период, који је трајао отприлике од 1750. до 500. године п. н. е. Филозофски дијелови Веда сажети су у Упанишадама, које се обично називају Веданта, која се различито тумаче као или „посљедње поглавље, дијелове Веда” или „предмет, највиша сврха Веда”. Све ране Упанишаде претходне заједничкој ери, пет од једанаест главних Упанишада су састављене по свему судећи прије 6. вијека п. н. е. и садрже најраније помињање јоге и мокше.
Шрамана период од 800. до 200. године п. н. е. означава „прекретницу између ведског хиндуизма и пуранског хиндуизма”. Шрамаан покрет, древни индијски религијски покрет уједна упоредан али и засебан од ведске традиције, често је пркосио многим ведским и упанишадским концептима душе (атман) и коначне стварности (браман). У 6. вијеку п. н. е, шрамнички покрет је сазрео у џаинизам и будизам и одговоран је за раскол индијских религија на двије главне филозофске гране: астика, које поштују Веду (нпр. шест правовјерних школа хиндуизма), и настика, (нпр. будизам, џаинизам, чарвака итд.). Међутим, обје гране су дијелиле сродне концепте јоге, самсара (циклус рађања и смрти) и мокша (ослобађања од тог циклуса).
Пурански период (200. п. н. е. — 500. н. е.) и период раног средњовјековног периода (500—1000. н. е.) довели су до нових уобличавања хиндуизма, посебно бхакти и шивизма, шактизма, вишнуизма, смарта и мањих скупина као што је конзервативна шраута.
Рани исламски период (1100—1500. н. е.) довео је до успона нових покрета. Сикизам је основан у 15. вијеку на основу учења гуруа Нанака и девет узастопних сик-гуруа у сјеверној Индији. Огромна већина његових сљедбеника потиче из Панџаба. Током британска колонијалне управе у Индији, настала је реинтерпретација и синтеза хиндуизма, што је помогло покрету за независност Индије.

## Историја

### Периодизација
Школски историчар Џејмс Мил, у свом главном дјелу The History of British India (1817), издвојио је три етапе у историји Индије, наиме хиндуистички, муслимански и британски период. Ова периодизација критикована је због заблуда које је изазвала. Друга периодизација је подјела на „древни, класични, средњовјековни и савремени период”, иако је и ова периодизација била изложена критикама.
Ромила Тапар примјећује да подјела на хиндуистичко-муслиманско-британске периоде индијске историје даје превелику тежину „владајућим династијама и страним инвазијама”, занемарујући друштвено-економску историју која је често показивала снажан континуитет. Подјела на древно-средњовјековно-савремени период занемарује чињеницу да су се муслиманска освајања одвијала између 8. и 14. вијека, док југ никада није био освојен у потпуности. 
Према Тапаровој, периодизација би такође могла да се заснива на „значајним друштвеним и економским промјенама”, које нису стриктно повезане са промјеном владајућих сила.
Чини се да Смарт и Мијклс прате Милову периодизацију, док Флуд и Муис прате периодизацију „древног, класично, средњовјековног и савременог периода”. Детаљна периодизација може бити сљедећа:
- Индијска преисторија укључује цивилизацију долине Инда (до око 1750. п. н. е.)
- Гвоздено доба укључује Ведски период (око 1750—600. п. н. е.)
- „Друга урбанизација” (око 600—200. п. н. е.)
- Класични период (око 200. п. н. е. — 1200. н. е.)[в]
  - Прекласични период (око 200. п. н. е. — 320. н. е.)
  - „Златно доба” (око 320—650. н. е.)
  - Касни класични период (око 650—1200. н. е.)
- Средњовјековни период (око 1200—1500)
- Рани савремени период (око 1500—1850)
- Савремени период (Британска Индија и независност; од око 1850).

### Преведске религије (прије 1750. п. н. е.)

#### Преисторија
Најранија религија коју су практиковали народи Индијског потконтинента, укључујући и оне из Индо-ганшке низије, вјероватно је била мјесни анимизам који није имао свештенство.
Докази који потврђују преисторијску религију на Индијском потконтиненту потичу из раштрканих мезолитских камених слика, као што је Бимбетка, која приказује плесове и ритуале. Неолитски пољопривредници из долине Инда, сахрањивали су своје мртве на начин који указује на духовне праксе које су укључивале идеје о загробном животу и вјеру у магију. Остала јужноазијска налазишта каменог доба, као што су Бимбетка у средишњем Мадја Прадешу и Купгалски петрофлифи у источној Карнатаки, садрже камену умјетност која приказује религијске обреде и доказе могуће ритуалне музике.

#### Цивилизација долине Инда
Религија и систем вјеровања народа у долини Инда привукли су значајну пажњу, посебно са становишта препознавања претеча божанстава и религијски обичаја индијских религија која су се касније развиле у овом подручју. Међутим, због оскудности доказа, који су отворени за различита тумачења, и чињенице да индијско писмо остаје недешифровано, закључци су дјелимично спекулативни и углавном засновани на ретроспективном погледу из много каснијег хиндуистичког гледишта. Рано и утицајно дјело у овом подручју које је поставило тренд хиндуистичких тумачења археолошких доказа са локалитета Харапан  било је дјело Џорџа Маршала, који је 1931. идентификовао као истакнуте карактеристике индијске религије сљедеће: Велики мушки бог и Мајка богиња; обожење или поштовање животиња и биљака; симболични приказ фалуса (лингам) и вулве (јони); и коришћење купатила и воде у религијској пракси. О Маршаловим тумачењима се много расправљало, а понекад и оспоравано у наредним деценијама.
Један печат у долини Инда приказује сједећу, вјероватно итифаличну и трицефаличну фигуру са рогатим покривачем за главу, окружену животињама. Маршал је идентификовао фигуру као рани облик хиндуистичког божанства Шиве (или Рудре), која је повезана са аскетизмом, јогом и лингом, сматрана је господарем животиња и често приказана са три ока. Печат је постао познат као Пашупати печат, по Пашупати (господар свих животиња), Шивином епитету. Иако је Маршалов рад добио одређену подршку, многи критичари, па чак и присталице, изнијели су неколико примједби. Дорис Мет Сринивасан је тврдила да фигура нема три лица, нити јогијски став, и да у ведској литератури Рудра није био заштитник дивљих животиња. Херберт Саливан и Алф Хилтебајтел су такође одбацили Маршалове закључке, при чему је први тврдио да је фигура била женска, док је други повезао фигуру са Махишом, Богом Бивола и околним животињама са ваханама (точковима) божанстава за четири кардинална правца. Грегори Л. Посел је закључио 2002. да, иако би било прикладно препознати фигуру као божанство, њена повезаност са воденим биволом и њено држање као елемента ритуалне дисциплине, сматрајући га као протошивом би отишло предалеко. Упркос критикама Маршалове повезаности печата са ликом протошиве, џаинисти и Вилас Сангаве тумачили су га као тиртханкару Ришабху или међу будистима као раног Буду. Историчари као што су Хајнрих Цимер, Томас Макевели дијеле мишљење да постоји нека веза између првог џаинистичког тиртханакре Ришабха и цивилизације долине Инда.
Маршал је претпоставио постојање култа обожавања Богиње Мајке на основу ископина неколико женских фигурица и сматрао их је претечом шактизма, хиндуистичког правца. Међутим, функција женских фигурица у животу народа долине Инда остаје нејасна, а Посел не сматра доказе „ужасно чврстим” за Маршалову хипотезу. Сматра се да су неки од бетила које је Маршал тумачио као свете фалистичке представе сада коришћени као тучак или тезге за игру, док је за камено прстење за које се сматрало да симболизују јони утврђено да су архитектонске карактеристике које се користе за постављање стубова, иако се могућност постојања њихове религијске симболике не може елиминисати.
Многи печати из долине Инда приказују животиње, а неки имају приказе како се носе у процесијама, док други приказују химеричне творевине. Један печат из Мохенџо-дароа приказује чудовиште получовјека и полубивола које напада тигра, што може бити референца на сумерски мит о таквом чудовишту које је створила богиња Аруру, да би се борила против Гилгамеша. Неки печати приказују човјека који носи капу са два рога и биљку који сједи на пријестолу са животињама које га окружују. Неки научници сматрају да је ово био претходник Шиве, који је носио капу коју су носила нека сумерска божанства и владари.
За разлику од египатских и месопотамских цивилизација, у долини Инда недостају монументалне палате, иако ископани градови указују на то да је друштво посједовало потребно инжењерско знање. То може сугерисати да су религијске свечаности, ако их је и било, углавном биле ограничене на појединачне домове, мање храмове или на отвореном. Маршал и каснији научници су предложили неколико мјеста која су можда посвећена религијских сврхама, али се тренутно сматра да је само Велико купатило у Мохенџо-дароу кориштено на тај начин, као мјесто за ритуално прочишћење. Погребни обичаји харапске цивилизације обиљежени су својом разноликошћу са доказима сахрањивања на леђима; фракционо сахрањивање у коме се тијело своди на скелетне остатке излагањем елементима прије коначног сахрањивања; па чак и кремацију.

### Ведски период (1750—800. п. н. е.)
Документована историја индијских религија почиње са ведском религијом, религијски обичајима раних Индоаријаца, које су сакупљене и касније уобличене у Самхите (обично познате као Веде), четири канонске збирке химни или мантри састављене на архаичном санскрту. Ови списи су средишњи шрути (откривени) списи хиндуизма. Период састављања, уобличавања и тумачења ових списак познат је као ведски период, који је трајао отприлике од 1750. до 500. године п. н. е.
Ведски период је најзначајнији по састављању четири Веде, Брахмане и старијих Упанишада (обје представљене као расправе о ритуалима, мантрама и концептима који се налазе у четири Веде), који су данас неки од најважнијих канонских списак хиндуизма и кодификација су великог дјела онога што се развило у основна вјеровања хиндуизма.

Неки савремени хиндус користе „ведску религију” као синоним за „хиндуизам”. Према Сундарарајану, хиндуизам је познат и као ведска религија. Други аутори наводе да Веде садрже „основне истине о хиндуистичкој Дарми”, која се назива „савременом верзијом древне ведске Дарме”. Арија Самај признаје ведску религију као прави хиндуизма. Ипак, према Џејмисону и Вицелу,
… назвати овај период ведским хиндуизмом је контрадикторан у смислу што се ведска религија веома разлику од онога што ми уопштено сматрамо хиндуистичком религијом — барем онолико колико је старохебрејска религија [различита] од средњовјековне и савремене хришћанске религије. Међутим, ведска религија се може третирати као претходница хиндуизма.

#### Рани ведски период (око 1750—1200. п. н. е.)
Риши, композитори химни Ригведе, сматрани су надахнутим пјесницима и видовњацима.
Начин обожавања било је извођење јаџне, жртве која је укључивала жртовање и сублимацију хавана самагри (биљних препарата) у ватру, праћено пјевањем самагане и „мумљањем” јаџуса, жртвених мантри. Узвишено значење ријечи јаџна потиче од санскртског глагола јаџ, који има троструко значење — обожавање божанства (девапујана), јединство (саогатикарана) и доброчинство (дана).
Средишњи концепти у Ведама су Сатја и Рта. Сатја је изведена од санскртске ријечи сат, која значи „оно што стварно постоји […] стварно постојећа истина; Добро”, док сат-ја значи „каквоћа бивања”. Рта, „оно што је исправно спојено; ред, владавина; истина”, начело је природног поретка које регулише и координише рад универзума и свега у њему. „Сатја (истина као биће) и рта (истина као закон) основна су начела Реалности и њена манифестација је позадина канона дарме или живота праведности.” „Сатја је начело интеграције укоријењен у Апсолуту, рта је његова примјена и функција као правило и поредак који дјелује у универзуму.” Усклађеност са Ртом би омогућила напредак, док би њено кршење довело до казне. Паникар примјећује:
Рта је крајњи темељ свега; „врховни”, иако се то не треба схватити у статичком смислу. […] То је израз исконског динамизма који је својствен свему.…
Термин рта је насљеђе из праиндоиранске религије, религије Индоиранаца која је претходила ведској (индоаријевска) и зороастријској (иранска) религији. „Аша” је термин на авестанском језику (који одговара ведском рта) за концепт од кардиналног значаја за зороастријску теологију и доктрину. Термин „дхарма” је већ коришћен у браманској мисли, гдје замишљен као аспекта рта.
Главни филозофи ове ере били су Риши Нарајана, Канва, Ришаба, Вамадева и Ангирас.

#### Средњи ведски период (око 1200—850. п. н. е.)
Током средњег ведског периода састављене су мантре Јаџурведе и старији брамански списи. Брамани су постали моћни посредници.
Историјски коријени џаинизам у Индији сежу до 9. вијека п. н. е. са успоном Паршве и његове ненасилне филозофије.

### Санскритизација
Још од ведских времена, „људи из многих слојева друштва широм потконтинента тежили су да прилагоде свој религијски и друштвени живот браманским нормама”, процес који се понекад назива санскритизација. Она се огледа у тежњи да се мјесна божанства идентификују са божанствима санскритских текстова.

### Шрамански период (око 800—200. п. н. е.)
У вријеме шраманских реформских покрета „многи елементи ведске религије су изгубљени”. Према Мајклсу, „оправдано је увидјети прекретницу између ведске и хиндуистичке религије.”

#### Касни ведски период (око 850—500. п. н. е.)
Касни ведски период означава почетак упанишадског или ведантског периода. Овај период је најавио почетак великог дијела онога што је постало класични хиндуизам, са састављањем Упанишада, касније санскритских епова, а још касније и Пурана.
Упанишаде чине спекулативно-филозофску основу класичког хиндуизма и познате су као Веданта (закључак Веда). Старије Упанишаде су покренуле све јаче нападе на ритуале. Свако ко обожава неко божанство осим Сопственост назива се домаћом животињом богова у Брихадаранјака Упанишади. Мундака покреће оштрији напад на ритуал упоређујући оне који вреднују жртву са несигурним чамцем који је бесповратно преузела старост и смрт. Научници вјерују да је Парсва, 23. титханкара џаинизма живио током овог периода у 9. вијеку п. н. е.

#### Успон шраманске традиције (7—5. вијек п. н. е.)
Џаинизам и будизам припадају шраманској традицији. Ове религије су се почеле истицати 700—500. године п. н. е. у Краљевини Магада, одржавајући „космологију и антропологију многе старије, предаријевске више класе у сјевероисточној Индији” и биле су одговорне за сродне концепте самсара (циклус рађања и смрти) и мокша (ослобађање од тог циклуса).
Шрамана покрети довели су у питање правовјерност ритуала. Шрамане су биле лутајуће аскете, не везане са ведизмом. Махавира, заговорник џаинизма, и Буда, оснивач будизма, били су најистакнутије личности овог покрета.
Шрамана је довела до коцепта циклуса рађања и смрти, концепта самсаре и концепта ослобођења. Утицај Упанишада на будизам био је предмет расправе међу научницима. Док су Радакришнан, Олденберг и Нојман били убијеђени у упанишадски утицај на будистички канон, Елиот и Томас су истакли тачке у којима се будизам супротставља упанишадама. Будизам је можда био под утицајем неких упанишадских идеја, али је одбацио њихове правовјерне тенденције. У будистичким списима, Буда одбацује путеве спасења као „погубна виђења”.

#### Џаинизам
Џаинизам је успостављен лозом од 24 титханкаре, која је кулминирала са Паршванатом (9. вијек п. н. е.) и Махавиром (6. вијек п. н. е.).
Махавира, 24. титханкаре џаинизма, нагласио је пет завјета, укључујући ахимсу (ненасиље), сатју (истинитост), астеју (некрађу), брахмачарју (чедност) и апариграху (невезаност). Џаинско правовјерје одређује да учења титханкара претходе свим познатим временима, а научници вјерују да је Паршва, коме је додијељен статус 23. тиртханкаре, био историјска личност. Вјерује се да су Веде документовале неколико тиртханкара и аскетски ред сличан шраманском покрету.

#### Будизам
Будизам је историјски основао Сидарта Гаутама Буда, кшатријски кнез који је постао аскета. Будизам се преко мисионара прошио изван Индије. Касније доживио пад у Индији, али је опстао у Непалу и Шри Ланци, а распрострањен је у југоисточној и источној Азији.
Буда („пробуђен”) рођен је у племену Шакја, који живјело у Лумбинију и Капилавасту, на простору данашњег јужног Непала. Буда је рођен у Лумбинију, што је забиљежено на Лумбинском стубу цар Ашоке, непосредно прије него што је Краљевине Магада (око 546—342. п. н. е.) дошло на власт. Шакије су тврдила да су потицале од Ангираса и Гаутаме, преко краљевске лозе Ајодхја.
Будизам наглашава преосвјетљење (нибана, нирвана) и ослобађање од кругова поновног рађања. Овај циљ се остварује кроз двије школе, Теравада — Пут стараца (Шри Ланка, Бурма, Тајланд, југоисточна Азија итд.) и Махајана — Велики пут (Тибет, Кина, Јапан итд.).

#### Ширање џаинизма и будизма (500—200. п. н. е.)
Будизам је процвјетао током владавине Ашоке из Мауријског царства, који је био покровитељ будистичких учења и објединио Индијски потконтинент у 3. вијеку п. н. е. Слао је мисионаре у иностранство, што је омогућило да се будизам шири диљем Азије.
Џаинизам је свој златни период започео током владавине цара Кхаравеле од Калинге у 2. вијеку п. н. е. због његовог значајног покровитељства религије. Његова владавина сматра се периодом раста и утицаја за религију, иако је џаинизам цвјетао вијековима прије и наставио да се развије и послије његове владавине.

#### Дравидска култура
Рана дравидска религија се састојала од неведског облика хиндуизма у историјском облику или данашњем агамском. Агаме су неведског поријекла и датиране су као постведски списи или као преведске усмене композиције. Агаме су збирке тамилских или каснијих санскртских списа који углавном чине методе изградње храмова и стварања муртија, средства обожавања божанства, филозофске доктрине, медитативне праксе, постизање шестоструких жеља и четири врсте јоге. Обожавање божанства чувара, свете флоре и фауне у хиндуизму је такође препознато као остатак преведске дрависке религије.
Старотамилска граматичка дјела Толкапијам, десет антологија Патупатуа, осам антологија Етутокаја, такође бацају свјетлост на рану религију древних Дравида. Сејон је слављен као црвени бог који сједи на плавом пауну, вјечно млад и сјајан, а био је омиљено божанство Тамила. Сиван је такође сматран врховним божанством. Рана иконографија Сејона и Сивана и њихова повезаност са аутохтоном флором и фауном, сежу до цивилизације долине Инда. Сангам крајолик се сврстава у пет категорија, тхинаи, на основу расположења, годишњег доба и земље. Толкапијам, помиње да је сваки од тхинаија имао повезано божанство као што је Сејон у Куринји — брдима, Тирумал у Мулаи — шумама, Котраваи у Марутам — равницама и Ванји-ко у Неитал — обалама и ријекама. Друга поменута божанству су Мајон и Вали, која су временом асимилована у хиндуизам. Дравидски језички утицај на равну ведску религију је очигледан, многи од ових карактеристика су већ присутне у најстаријем познатом индоаријевском језику, језику Ригведе (око 1500. п. н. е.), који такође укључује преко десетина позајмљеница из дравидског. То представља рану религијску и културну фузију или синтезу између древних Дравида и Индоаријаца, која је временом постала очигледнија са светом иконографијом, традицијама, филозофијом, флором и фауном која је почела утицати на хиндуизам, будизам, чарваку, шраману и џаинизам.
У цијелом Тамилакаму се сматрао да је краљ божански по природи и да је имао религијски значај. Краљ је био „представник Бога на земљи” и живио је у којилу, што значи „божија резиденција”. Савремена тамилска ријеч за храм је коил. Титуларно обожавање било је додијељено и краљевима. Ријечи попут ко („краљ”), ираи („цар”) и андавар („освајач”), данас првенствено односе на бога. Ови елементи су касније уграђени у хиндуизам, попут легендарног брака Шиве са краљицом Минатчи, која је владала Мадурајем или Ванји-ко, богом који се касније стопио у Индру. Толкапијар назива Три крунисана краља „Три прослављена небесима”. На југу са претежно дравидским говорним становништвом, концепт божанског краљевства довео је до преузимања главних улога од стране државе и храма.
Култ богиње мајке третира се као показатељ друштва које је поштовало женственост. Ова богиња мајка је замишљена као дјевица, једна која је родила све и једног, што је типично за шактизам. Храмови из доба Сангаме, углавном у Мадурају, изгледа су имали свештенице које су углавном иступале као богиње. У сангамској књижевности постоји разрађен опис обреда које је свештеница Курава изводила и светилишту Паламутирчолаји. Код раних Дравида јавила се пракса подизања спомен-камена Натукал (камен хероја), која се наставила доста дуго након доба Сангама, све до отприлике 16. вијека. Било је уобичајено да људи који су тражили побједу у рату обожавају ово камење хероја, како би их благословило побједом.

### Епски и рани пурански период (200. п. н. е. — 500. н. е.)
Флуд и Муесе узимају период од 200. п. н. е. до 500. н. е. као посебан период, током којег су писани епови и прве пуране. Мајклс узима дужи временски распон, период од 200. п. н. е. и 1100. н. е, током којег је дошло до успона тзв. „класичног хиндуизма”, са „златним периодом” током Гупта царства.{sfn|Michaels|2004|p=40}}

Према Алфу Хилтебајтепу, период консолидација хиндуизма одвила се од касне ведске упанишаде (око 500. п. н. е.) до успона Гупта (око 320—467. н. е.), који он назива „хиндуистичком синтезом”, „браманском синтезом” или „правовјерном синтезом”. Развија се у интеракцији са другим религијама и народима:
Настаће самодефиниције хиндуизма су коване у контексту сталне интеракције са хетеродоксним религијама (будистима, џаинистима, аџивикама) током читавог овог периода, као и са страним народима (Јавани или Грци; или Скити; Пахлави или Парти; и Кусани или Кушани) од треће фазе [између Мауријанског царства и успона Гупта).]

#### Смрити
Смрити текстови из периода од 200. п. н. е. до 100. п. н. е. проглашавају ауторитет Веда, а „неодбацивање Веда постоје један од најважнијих камена кушње за дефинисање хиндуизма у супротности са хетеродоксијама, које су одбацивале Веде.” Од шест хиндуистичких дарсана, Мимамса и Веданта су „укоријењене првенствено у ведској срути традицији и понекад се називају смарта школама у смисли да развијају смарта правовјерну струју мисли које су засноване, попут смрити, непосредно на сртутију.”  Према Хилтербајтепу, „учвршћивање хиндуизма одвија се под знаком бхакти.” Бхагавадгита је тако која је запечатила ово достигнуће. Резултат је универзално достигнуће које се може назвати смарта. Она посматра Вишу и Вишну као „комплементарне у својим функцијама, али онтолошки идентишне.”

#### Веданта — брахма сутре (200. п. н. е.)
У ранијим списима, санскртска Веданта се једноставно односи на Упанишаде, најспекулативнији и најфилозофскији од ведских текстова. Међутим, у средњовјековном периоду хиндуизма, ријеч Веданта је почела да означава школу филозофије која је тумачи Упанишаде. Традиционална Веданта сматра шабда прамана (писмени докази) као најаутентичнији средство знања, док се пратјакша (опажање) и анумана (логички закључак) сматрају подријеђеним (али валидним).
Систематизацију ведантских идеја у једну кохерентну расправу предузео је Бадарајана у Брама-сутрама које су састављене око 200. године п. н. е.

#### Индијска филозофија
Након 200. године н. е. неколико школа је формално кодификовано у индијској филозофији, укључујући самкхју, јогу, нјају, вајшешику, мимамсу и адвајта-веданту. Хиндуизам, иначе изразито политеистичка, пантеистика или монотеистичка религија, такође толерише атеистичке школе. Потпуно материјалистичка и антирелигијска филозофска школа чарвака настала је око 6. вијека п. н. е, најексплицитнија је атеистичка школа индијска филозофије. Чарвака је класификована као настика („хетеродоксни”) систем; није укључена у шест школа хиндуизма које се генерално сматрају правовјерним. Разумијевање чарваке је фрагментарно, углавном на критика идеја других школа и више није жива као традиција.

#### Џаинизам и будизам
Током владавине династије Гупта (4—6. вијек), махајана будизам је усвојио више ритуалних пракси, док су будистичке идеје прихваћене у ведским школама. Разлике између будизма и хиндуизма су се замаглиле, а ваишнавизам, шаивизам и друге хиндуистичке религије постале су све популарније, док су брамани развили нови однос са државом. Будизам на Индијском потконтиненту је већ био у паду до 12. вијека, али је са пљачком исламских освајача скоро изумро до 1200-их.
Било је неколико будистичких владара који су обожавали Вишнуа, као што су Гупта царство, Пала царство, Чалукја, Сомаванши и Сатавахана. Будизам је преживио, заједно са хиндуизмом.

#### Тантра
Тантризам је настао у раним вијековима нове ере и развио се у потпуно артикулисану традицију до краја Гупта периода. Према Мајклсу, ово је било „златно доба хиндуизма” (око 320—650. н. е.), које процвјетало током Гупта царства (320—550. н. е.), све до пада Харша царства (606—647. н. е.). Током овог периода, власт је централизована, заједно са растом трговине на даљину, стандардизацијом правних процедура и општим ширењем писмености. Махајана будизам је процвјетао, али је правовјерна браманска култура почела да се подмлађује под покровитељством Гупта династије. Положај брамана је ојачан и први хиндуистички храмови су се појавили током касног Гупта периода.

### Средњи и касни пурански период (500—1500. н. е.)

#### Касни класични период (око 650—1100. н. е.)
Након пада Гупта и Харша царства, власт је постала децентрализована. Појавило се неколико већих краљевина, са „безбројним вазалним државама”. Краљевинама је владао феудални систем. Мање краљевине су зависиле од заштите већих. „Велики краљ је био удаљен, био је узвишен и обожен”, што се огледа у тантричкој мандали, која би такође могла да прикаже краља као средиште мандале.
Дезинтеграција средишње власти, такође је довела до регионализације религиозности и религијског супарништва. Појачали су мјесни култови и језици, а смањен је утицај „браманског ритуалног хиндуизма”. Настали су рурални и девоцијски покрети, заједно са шивизмом, вишнуизмом, бхактијем и тантром, иако су „секташке групе биле тек на почетку свог развоја”. Религијски покрети су морали да се такмиче за признање од мјесних господара. Будизам је изгубио свој положај и почео да нестаоје у Индији.

##### Веданта
У истом периоду веданта се промијенила, укључујући будистичку мисао и њен нагласак на свијест и рад ума. Будизам, који је подржавала древна индијска урбана цивилизација, изгубио је утицај на традиционалне религије, које су биле укоријењена у руралним подручјима. У Бенгалу је будизам чак и прогоњен. Ипак, истовремено је будизам инкорпориран у хиндуизам, када је Гаудапада користи будистичку филозофију да реинтерпретира Упанишаде. Тиме је означен прелазак са атмана и брамана као „живе супстанце” на „маја-вада”, гдје се атмани и брамани виде као „чиста свијест знања.” Према Шиперсу, то гледиште „маја-вада” је оно које је постало преовлађујуће у индијској мисли.

##### Будизам
Од 400. до 1000. године хиндуизам се ширио, како се наставио пад будизма на Индијском потконтиненту.

##### Бхакти
Бхакти покрет је тежио религијским реформама међу свим слојевима друштва усвајањем методе преданости, да би се постигло спасење. Настао је у Тамилакаму таком 6. вијек, а стекао је популарност кроз пјесме и учења вишнувских алвара и шивских најанара прије него што се проширио на сјевер. Регионално се развио око различитих божанстава, а неке подсекте су биле вишнуизам, шивизам, шактизам и смартизам.
Проповједао је користећи мјесне језике, тако да је порука стигла до маса. Покрет је био надахнут многим пјесницима свецима, који су заступали широк спектар филозофских позиција у распону од теистичког дуализма двајта-веданте до апсолутног монизма адвајта-веданте. Неколико важних личности биле су жене. Нпр. унутар секте маханубхава, жене су биле бројније од мушкараца, а администрација је много пута била сачињена углавном од жена.
Према The Centre for Cultural Resources and Training:
Вишнувска бхакти књижевност је била свеиндијска појава, која је започела у 6—7. вијеку н. е. у тамилском говорном подручју у јужној Индији, са дванаест алварских („уроњен [у Бога]”) светаца пјесника, који су писали пјесме посвјећене побожности. Религија алварских пјесника, међу којима је била и пјесникиња, Андал, била је оданост Богу кроз љубав (бхакти), а у екстази такве оданости пјевали су стотине пјесама које су оличавале и дубину осјећања и радост израза.

#### Рана исламска власт (око 1100—1500)
Муслимани су у 12. и 13. вијеку извршили инвазију на дијелове сјеверне Индије и успоставили Делхијски султанат у некадашњим посједима Раџпута. Султанат је био у сталну флуксу јер се на власти промијенило пет династија: Мамлуци (1206—1290), Халџи (1290—1320), Туглакиди (1320—1413), Сајиди (1414—1451) и Лоди (1451—1526). Дошло је до индо-персијске културне синтезе коју карактерише апсорпција или интеграција персијских аспеката у различите културе савременог Бангладеша, Индије и Пакистана. Разне династије туркијског, иранског и мјесног индијског поријекла биле су покровитељи персијског језика и допринијеле су развоју персијске културе у Индији. Султанат је развио сопствени културни и политички идентитет заснован на персијским и индијским језицима, књижевности и умјетности, који су чинили основу индо-муслиманске цивилизације.

##### Бхакти покрет
Покрет је свој врхунац достигао у период од 15. до 17. вијека. Кључне личности покрета су Андал, Басава, Бхагат Пила, Алама Прабху, Ака Махадеви, Кабир, Нанак, Тулсидас, Набха Дас, Витхаланатха, Гханананд, Равидас, Рамананда, Срипадараџа, Вјасатиртха и многи други. Такође, покрет је био свједок раста хиндуистичке књижевности на мјесним језицима, посебно у облику побожних пјесама и музике.

##### Лингајата
Лингајата је огранак хиндуизма заснован на шивизму. Настао је у 11. и 12. вијеку у регији која обухвата сјеверну Карнатаку и оближње дијелове јужне Индије. Сљедбеници ове традиције су познати као лингајати. Израз је изведен од канадске ријечи лингавантха, што значи „онај ко носи ишталингу на свом тијелу” (ишталинга је представа Бога). У лингајатској теологији, ишталинга је амблем овалног облика који симболизује Парасиву, апсолутну стварност. Савремена лангајата прати прогресивну теологију засновану на реформи, која има велики утицај у Јужној Индији, нарочито у Карнатаки.

##### 
Према Николсону, већ између 12. и 16. вијека,
… одређени мислиоци почели су да третирају као једну цјелину различита филозофска учења Упанишада, епова, Пурана и школа, познато ретроспективно као „шест система” (садарсана) главне хиндуистичке филозофије.
Тенденцију „замагљивања филозофских разлика” примјетио је и Микел Барли. Лоренцен одређује поријекло посебног хиндуистичког идентитета у интеракцији муслимана и хиндуса и процес „међусобног самодефинисања са супротним муслиманским осталима”, који је започео много прије 1800. године. И индијски и европски мислиоци кои су развили термин „хиндуизам” у 19. вијеку, били су под утицајем ових филозофа.

##### Сикизам
Сикизам је религија која је настала у регији Панџаб, на сјеверу Индијског потконтинента. Заснован је на учењима гуруа Нанка Дева и девет људских гуруа који су услиједили. Добио је визију да проповједа пут до просвјетљења и бога у Султанпуру. Његови ставови су добацили традиционална богослужења и касти хиндуистичке вјере. Ослобођење од реинкарнације везана је за сјећање и понављање на једног универзалног Бога. У сикизму, бог је Ниранкар, безобличан и безобличан. Сики вјерују да постоји један универзални бог који је крајњи творац, одржаватељ и разарач. Гуру Грант Сахиб су средишњи списи намијењени очувању химни и учења сики гуруа и других светитеља из хиндуистичке и суфијске традиције. Сматра се да су ритуали, религијске свечаности или празна богослужења слабо корисни, а Сики се обесхрабрују да посте или иду на ходочашће. Начела сикизма укључују: 1) поштен живот/зарађивање, 2) давање десетине и давање милостиње и 3) пјевање о богу. Сикизам такође има снажну ратничку традицију која је настала у одбрани религијских слобода и људских права од могулске окупације Индије.

### Савремени период (од 1500 до данас)

#### Рани савремени период
Према Гевину Флуду, савремени период у Индији почиње првим контактима са западним свијетом око 1500. године. Током периода могулске владавине дошло је до успона нових облика религиозности.

#### Савремена Индија (од 1800)

##### Хиндуизам
У 19. вијеку, под утицајем колонијалних снага, синтетичку визију хиндуизма образовали су Раџа Рам Мохан Рој, Свами Вивекананда, Шри Ауробиндо, Сарвепали Радакришнан и Махатма Ганди. Ови мислиоци су настојали да заузму свеобухватни поглед на индијску религијску историју, наглашавајући сличности између различитих индијских религија.
Савремено доба дало је десетине хиндуистички светаца са међународним утицајем. Нпр. Лекхраџ Кхубчанд Крипалани је основао Брахма Кумарис, организацију која је према подацима из 2019. имала више од 8000 центара у 110 земаља и више од милион чланова. Представљајући традиционални гаудија-вајшванизам, Бхактиведанта Свами Прабхупада је основао покрет Харе Кришна, још једну организацију са глобалним дометом. Сваминарајан је основао Сваминарајан Сампрадаја, вишнуистичку сампрадају. Прабхат Ранџан Саркар је основао Ананда Маргу, која такође има глобални утицај. Кроз међународни утицај свих ових нових хиндуистичких деноминација, многе хиндуистичке праксе као што су јога, медитација, мантра, прорицање и вегетаријанство су усвојене од стране нових конвертита.

#### Џаинизам
Џаинизам је и даље утицајна религија и џаинске заједнице живе у индијским државама Гуџарат, Раџастан, Мадја Прадеш, Махараштра, Карнатака и Тамил Наду. Џаини су аутори неколико класичних књига на различитим индијским језицима током дужег временског периода.

#### Будизам
Далитски будистички покрет, познат и као навајана, будистички је покрет за препород у Индији из 19. и 20. вијека. Највећу подстицај добио је позивом Б. Р. Амбедкара далитима да се преобрате у будизам 1956. и добију прилику да побјегну од друштва заснованог на кастама, које их је сматрало најнижим у хијерархији.

## Сличности и разлике
Према Тилаку, индијске религије се могу тумачити као „засебне” или „интегрално”, односно истицањем разлика или сличности. Према Шерми и Шарми, западни индолози су тежили истицању разлика, док су индијски индолози тежили истицању сличности.

### Сличности
Хиндуизам, будизам, џаинизам и сикизам дијеле одређене кључне концепте, које различите групе и појединци различито тумаче. Све до 19. вијека, сљедбеници тих различитих религија нису имали настојања да се означавају као супротстављене једна другој, већ су „себе доживљавали као припаднике исте шире културне породице.”

#### Дарма
Дарма је концепт од средишњег значаја у индијској филозофији и религији. Значење зависи од контекста и оно је еволуирало како су се идеје хиндуизма развијале кроз историју. У најранији текстовима и древним митовима, дарма значи космички закон, правила која су од хаоса створила космос; у Ведама, Упанишадама, Пуранима и Еповима у зависности од контекста означава људско понашање које се сматра неопходним за поредак ствари у космосу, начела која спрјечавају хаос, понашање и дјеловање неопходно за сав живот у природи, друштву, породици, као и на нивоу појединца.

#### Сотериологија
Хиндуизам, будизам, џаинизам и сикизам дијеле концепт мокше, ослобођења од циклуса поновног рађања. Међутим, они се разликују по тачној природи овог ослобођења.

#### Ритуали
У ритуалу се могу уочити и заједничке особине. Ритуал помазања главе абхишека је важан у три главне индијске религије, осим у сикизму (у будизму се налази у ваџрајани). Други значајни ритуали су кремација мртвих, ношење киноверја на главни код удатих жена и разни брачни ритуали. У литератури, многи класични наративи и пуране имају хиндуистичку, будистичку или џаинску верзију. Све четири традиције дијеле појмове као што су карма, дарма, самсара, мокша и разне облике јоге.

#### Митологија
Рама је херојска личност у свим традиционалним религијама. У хиндуизму је Бог-инкарнација у облику раскошног краља; у будизму је он инкарнирани Бодисатва; у џаинизму је савршено људско биће.

### Разлике
Критичари истичу да постоје велике разлике између, па чак и унутар, индијских религија. Све главне религије се састоје од безбројних секти и подсекти.

#### Митологија
Индијска митологија такође одражава конкуренција између различитих индијских религија. Популарна прича говори како Ваџрапани убија Махешвару, манифестацију Шиве као злог бића. Прича се јавља у неколико светих списа, прије свега у Sarvatathagatatattvasamgraha и Vajrapany-abhiseka-mahatantra. Према Калупахани, прича „одзвања” причом о преобраћању Амбатхе. То треба схватити у контексту надметања између будистичких институција и шивизма.

## Категоризацијаастика—настика
Астика и настика су концепти који су коришћени за класификацију школа индијске филозофије међу савременим научницима, као и неким хиндуистичким, будистичким и џаинистичким текстовима. Једна стандардна разлика, као у древној и средњовјековној санскритској филозофској литератури, јесте да астика школе прихватају Веде као фундаментално ауторитативне, док настике школе не прихватају. Шест најпроучаванијих астика школа, које се некада називају и правовјерним школама, јесу нјаја, вајшешика, санкхја, јога, миманса и веданта. Пет најпроучаванијих настика школа, понекад називане и хетеродоксним школама, јесу будизам, џаинизам, чарвака, аџвика и аџнана.
Посебан начин разликовања ова два термина еволуирао је у тренутним индијским језицима, као што су телугу, хинди и бенгалски, при чему астика и њени деривати обично значе „теистички”, а настика и њени деривати означавају „атеизам”. Ипак филозофска традиција одржава ранију разлику, нпр. у идентификацији школе санкхја, која је нетеистичка (пошто је потврђује експлицитно постојање Бога у својој класичној формулацији), као филозофију астика (потврђујући Веду), иако ријеч „Бог” често користи као епитет за свијест (пуруша) у оквиру своје доктрине. Слично томе, иако се будизам сматра настиком, Гаутама Буда се сматра аватаром бога Вишнуа у неким хиндуистичким деноминацијама.
Будисти и џаинисти нису се сложили да припадају настика школи и редефинисали су фразе астика и настима према сопственом мишљењу. Џаинисти додјељују израз настика онима који не значају значење религијских текстова или онима који поричу постојање душе што је добро познато џаинистима.

## Употреба терминадармичке религије
Фралеј и Малхотра користе термине „дармичке традиције” да би истакли сличности различитих индијских религија. Према Фравлеју, „све религије у Индији су назване дарма” и могу се,
… ставити под шири термин „дармичких традиција” које можемо видјети као хиндуизам или духовне традиције Индије у најширем смислу.
Према Полу Хакеру, како га је описа Халбфас, термин „дарма”,
… преузео фундаметално ново значење и функцију у савременој индијској мисли, почевши од Банкима Чандра Чотопадхаја у 19. вијеку. Овај процес, у коме је дарма представљена као еквивалент, али и одговор на западњачки појам „религије”, одражава фундаменталну промјену у хиндуистичком осјећају идентитета и у односу према другим религијским и културним традицијама. Страни алати „религија” и „нација” постали су оруђа самодефинисања, а ново и несигурно осјећање „јединства хиндуизма” и националног, као и религијског, идентитета је добило коријен.
Нагласак на сличностима и интегралном јединству дармичких вјера је критикован због занемаривања огромних разлика између, па и унутар, различитих индијских религија и традиција. Према Ричарду Е. Кингу, то је типично за „инклузивистичко присвајање других традиција” неоведанте:
Инклузивистичко присвајање других традиција, карактеристично за идеологију неоведанте, јавља се на три основна нивоа. Прво, очигледно је у сугестији да (адвајта) ведантска филозофија шанкаре (око 8. вијека н. е.) чини средишњу филозофију хиндуизма. Друго, у индијском контексту, неоведантска филозофија обухвата будистичке филозофије у смислу сопствене ведантске идеологије. Буда постоје члан ведантске традиције, само покушавајући да је реформише изнутра. Коначно, на глобалном нивоу, неоведанта колонизује религијске традиције свијета заговарајући средишње мјесто недуалистичке позиције као philosophia perennis која лежи у основи свих културних разлика.
„Савјет дармичких вјера” (УК) сматра зороастризам, иако не потиче са Индијског потконтинента, такође као дармичку религију.

## Статус нехиндуса у Републици Индији
Према индијском правном систему, будисти, џаинисти и сики су дио хиндуизма. Закон о хиндуистичком браду из 1955. дефинише „као хиндусе све будисте, џаинисте, сике и све који нису хришћани, муслимани, парзи (зороастријанци) или Јевреји.” Индијски устав тврди да ће се „помињање хиндуиста тумачити као да укључује упућивање на особе које исповиједају сикистичку, џаинистичку и будистичку религију.”
У судском посједнику, Врховни суд Индије је примјетио да су сикизам и џаинизам подсекте или посебне вјере унутар већег хиндуистичког круга и да је џаинизам деноминација унутар хиндуистичког круга. Иако је индијска влада рачунале џаине у Индији као главну религијску заједницу одмах од првог пописа становништва спроведеног 1873, након независности 1947. сики и џаини нису третирани као национална мањина. Врховни суд Индије је 2005. одбио да изда налог Мандамуса који се џаинима даје статус религијске мањине широм Индије. Суд је, међутим, препустио одговарајућим државама да одлуче о мањинском статусу џаинске религије.
Међутим, неке појединачне државе су се у посљедњих неколико деценија разликовале око тога да ли су џаини, будисти и сики религијске мањине или не, било изрицањем пресуде или усвајањем закона. Један примјер је пресуда коју је донио Врховни суд 2006, у случају који се односи на државу Утар Прадеш, који је прогласио џаинизам неоспорно другачијим од хиндуизма, али је напоменуо да „питање да ли су џаини дио хиндуистичке религије је отворено за расправу”. Међутим, Врховни суд је такође примјетио разне судске случајеве који су џаинизам сматрали посебном религијом.
Други примјер је Закон о слободи религије Гуџарата, који је амандман на закон који је настојао да дефинише џаине и будисте као деноминације унутар хиндуизма. Коначно, 31. јула 2007, сматрајући да то није у складу са концептом слободни религије како је садржано у члану 25 (1) Устава, гувернер Навал Кишор Шармат вратио је закон о слободи религије (аманданм) Гуџарата 2006, наводећи широко распрострањене протесте џаина, као и вансудско запажање Врховног суда да је џаинизам „посебна религија образована на основу квинтесенције хиндуистичке религије од стране Врховног суда”.